# Pohjolan Rautatiet
Pohjolan Rautatiet (en français : Chemins de fer nordiques), dite aussi Suomen Rata (en français : réseau ferré de Finlande) est une entreprise publique ferroviaire en Finlande, créée en 2019 et dissoute en 2021.

## Histoire
Pohjolan Rautatiet, est une entreprise publique ferroviaire, créée le 14 février 2019, placée sous la tutelle du Ministère des Transports et des Communications. La société a commencé ses opérations le 20 février 2019.
Une partie des actions détenues par l'État finlandais dans Neste a été transférée à Pohjolan Rautatiet Oy.
Pohjolan Rautatiet a revendu les actions de Neste pour 105 millions d'euros.
Elle est dissoute le 28 octobre 2021.